# Tours Volley-Ball
Tours Volley-Ball är en volleybollklubb (herrar) från Tours, Frankrike. Verksamheten grundades 1940 som en volleybollsektion inom Tours Étudiants Club. Ursprungligen deltog de i Union française des œuvres laïques d'éducation physiques tävlingar. Det dröjde till 1966 innan de började spela i Fédération Française de Volleyballs serier. De debuterade i högsta serien (då med namnet Nationale 1) säsongen 1976/1977, men åkte sedan neråt i seriesystemet igen. Klubben fick sitt nuvarande namn 1986. De vann Nationale 1B 1993/1994 och återvände därigenom till högsta serien, där de spelat sedan dess.
I Frankrike har de blivit franska mästare åtta gånger (2004, 2010, 2012-2015, 2018-2019), vunnit franska cupen tio gånger (2003, 2005-2006, 2009-2011, 2013-2015, 2019) och vunnit franska supercupen fyra gånger (2005-2006, 2012 och 2014). På Europa-nivå har de vunnit CEV Champions League 2005 och CEV Cup 2017.